# Meranoplus levis
Meranoplus levis  (лат.) — вид мелких муравьёв рода Meranoplus из подсемейства Myrmicinae (Formicidae).

## Распространение
Южная Азия: Индия, Шри-Ланка.

## Описание
Мелкие муравьи, покрытые многочисленными волосками. Отличаются от близких видов пятизубыми жвалами, гладкой спинной поверхностью головы и промезонотума. 
Длина рабочих муравьёв 4,0 — 4,3 мм, длина головы 0,93 — 0,95 мм (ширина 0,95 — 1,03 мм). Основная окраска тела коричневая (брюшко темнее).  Усики 9-члениковые с булавой из 3 вершинных члеников. Максиллярные щупики 5-члениковые, нижнечелюстные щупики из 3 члеников. Мандибулы вооружены 5 зубцами. Грудь высокая, пронотум слит с мезонотумом, образуя единый склерит с окаймлённым дорзумом. Стебелёк между грудкой и брюшком состоит из двух члеников: петиолюса и постпетиолюса (последний четко отделен от брюшка), жало развито, куколки голые (без кокона). Валидный статус подтверждён в ходе ревизии, проведённой в 1998 году австрийским мирмекологом Штефаном Шёдлем (Stefan Schödl; 1957—2005).